# Kościół św. Michała Archanioła w Dworszowicach Kościelnych
 Kościół pw. św. Michała Archanioła w Dworszowicach Kościelnych – rzymskokatolicki kościół położony w Dworszowicach Kościelnych w dekanacie Brzeźnica nad Wartą należącym do archidiecezji częstochowskiej.

## Historia
Pierwszy kościół drewniany, posiadający 4 ołtarze, dotrwał do roku 1830. Ojcowie Paulini z Częstochowy, którzy otrzymali wieś wraz ze starostwem brzeźnickim od króla Augusta II byli kolatorami nowego murowanego kościoła – istniejącego do dziś. Konsekrował go biskup kujawsko-kaliski Walenty Tomaszewski w roku 1838. 
Kościół został zniszczony i zamknięty przez Niemców w czasie II wojny światowej. Staraniem ks. Stanisława Fita po 1990 r. został wybudowany nowy dom parafialny, który poświęcił abp Stanisław Nowak 29 września 1997 r. Ks. proboszcz Fit urządził w remizie strażackiej w Woli Jankowskiej kaplicę mszalną, w której sprawowana jest liturgia we wszystkie niedziele i święta. Kaplica również została poświęcona przez abp. Stanisława Nowaka 29 września 1997 r. W roku 1999 dokonano remontu elewacji kościoła.

## Rys architektoniczny
Kościół murowany jednonawowy zbudowany został w latach 1830–1834. Świątynia jest wpisana do rejestru zabytków NID.
Po zakończeniu wojny (po roku 1945) został odrestaurowany i wyposażony w sprzęt i utensilia liturgiczne, które zostały zagrabione przez wojska niemieckie w czasie okupacji ziem polskich.

## Msze św.
Msze święte odbywają się;
- w niedzielę: 8.00, 11.30,
- w dni powszednie: 17.00.

Odpust; 
- 29 września – św. Michała Archanioła